# Trévières
Trévières ist eine französische Gemeinde mit 922 Einwohnern (Stand: 1. Januar 2022) im Département Calvados in der Region Normandie. Die Gemeinde gehört zum Arrondissement Bayeux und zum Kanton Trévières. Die Einwohner werden Trévièrois genannt.

## Geographie
Trévières liegt etwa 14 Kilometer westnordwestlich von Bayeux am Fluss Aure, in den hier sein Zufluss Tortonne einmündet. Umgeben wird Trévières von den Nachbargemeinden Formigny La Bataille im Norden, Mandeville-en-Bessin im Osten, Rubercy im Osten und Südosten, Bernesq im Süden sowie Bricqueville im Westen und Südwesten.

## Geschichte
Im Zweiten Weltkrieg wurde Trévières am 10. Juni 1944 von der deutschen Besatzung befreit.

## Bevölkerung
| 1962                      | 1968 | 1975 | 1982 | 1990 | 1999 | 2006 | 2013 |
| 861                       | 824  | 806  | 844  | 889  | 905  | 947  | 935  |
| Quelle: Cassini und INSEE |      |      |      |      |      |      |      |

## Gemeindepartnerschaften
Seit 1976 besteht eine Gemeindepartnerschaft mit der britischen Gemeinde Stokeinteignhead in Devonshire (England).

## Kultur und Sehenswürdigkeiten
- Kirche Saint-Aignan aus dem 12. Jahrhundert, Monument historique
- Die Mühle (Beau Moulin) aus dem 17. Jahrhundert, Monument historique
- Geburtshaus von Octave Mirbeau

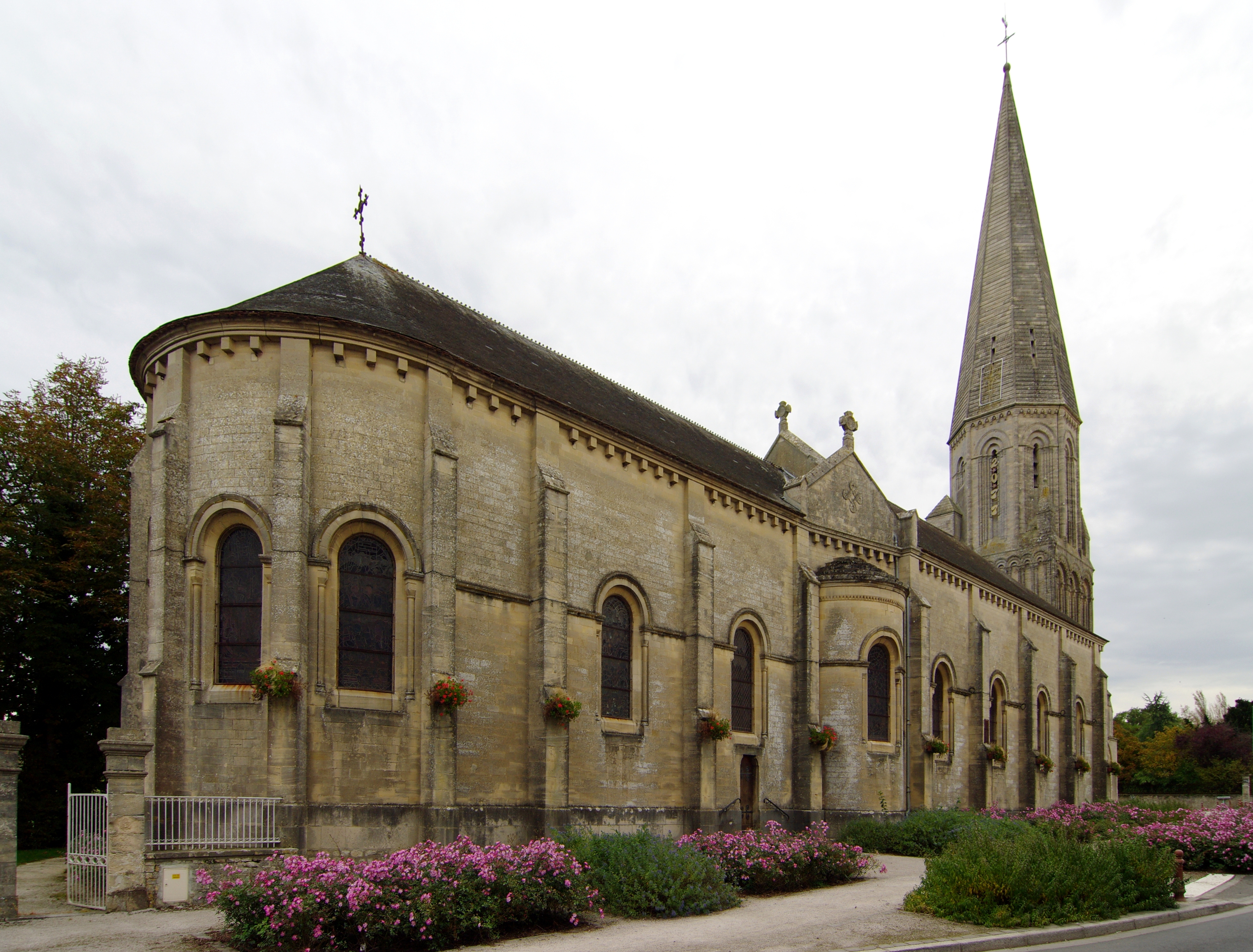
Kirche Saint-Aignan
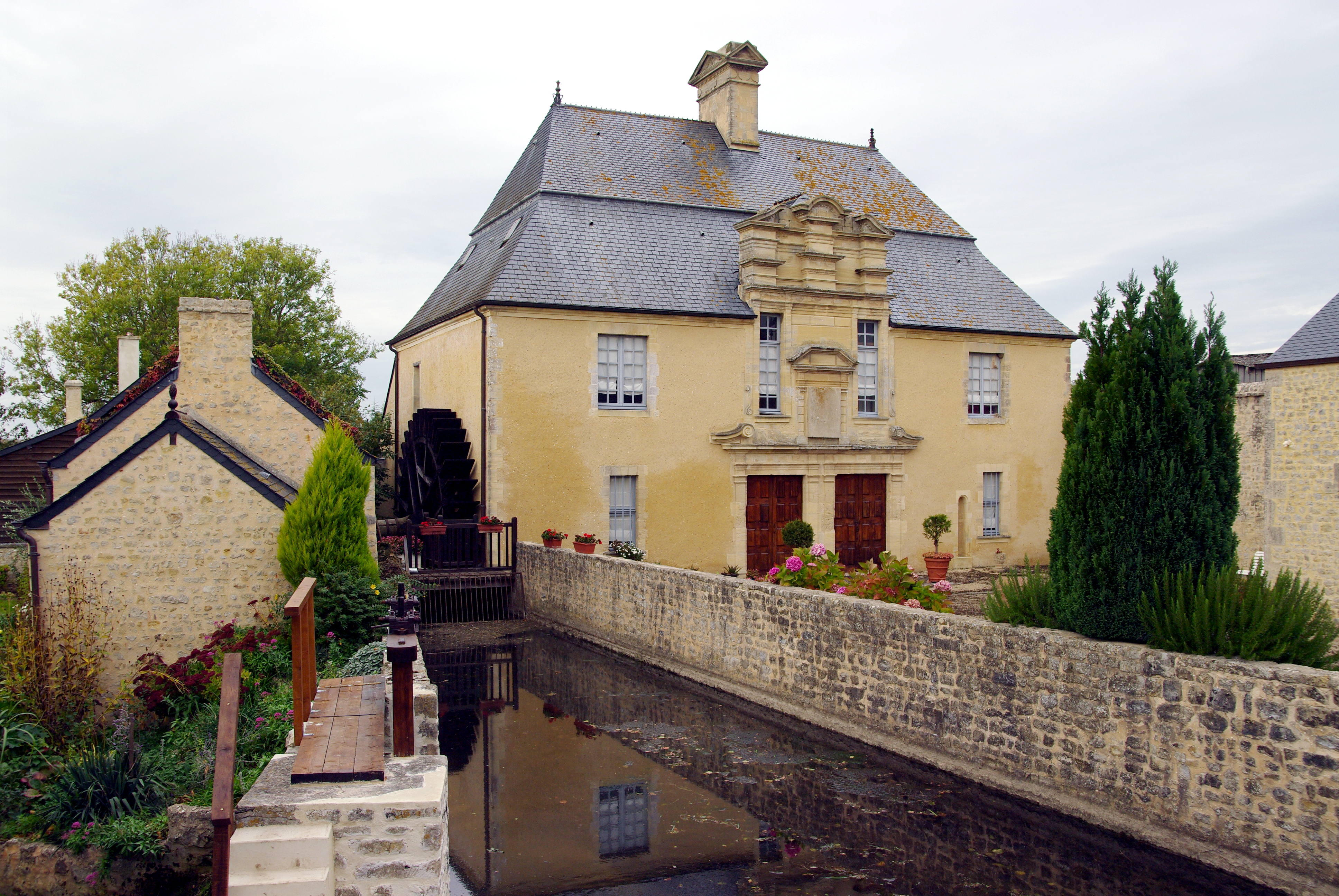
Mühle
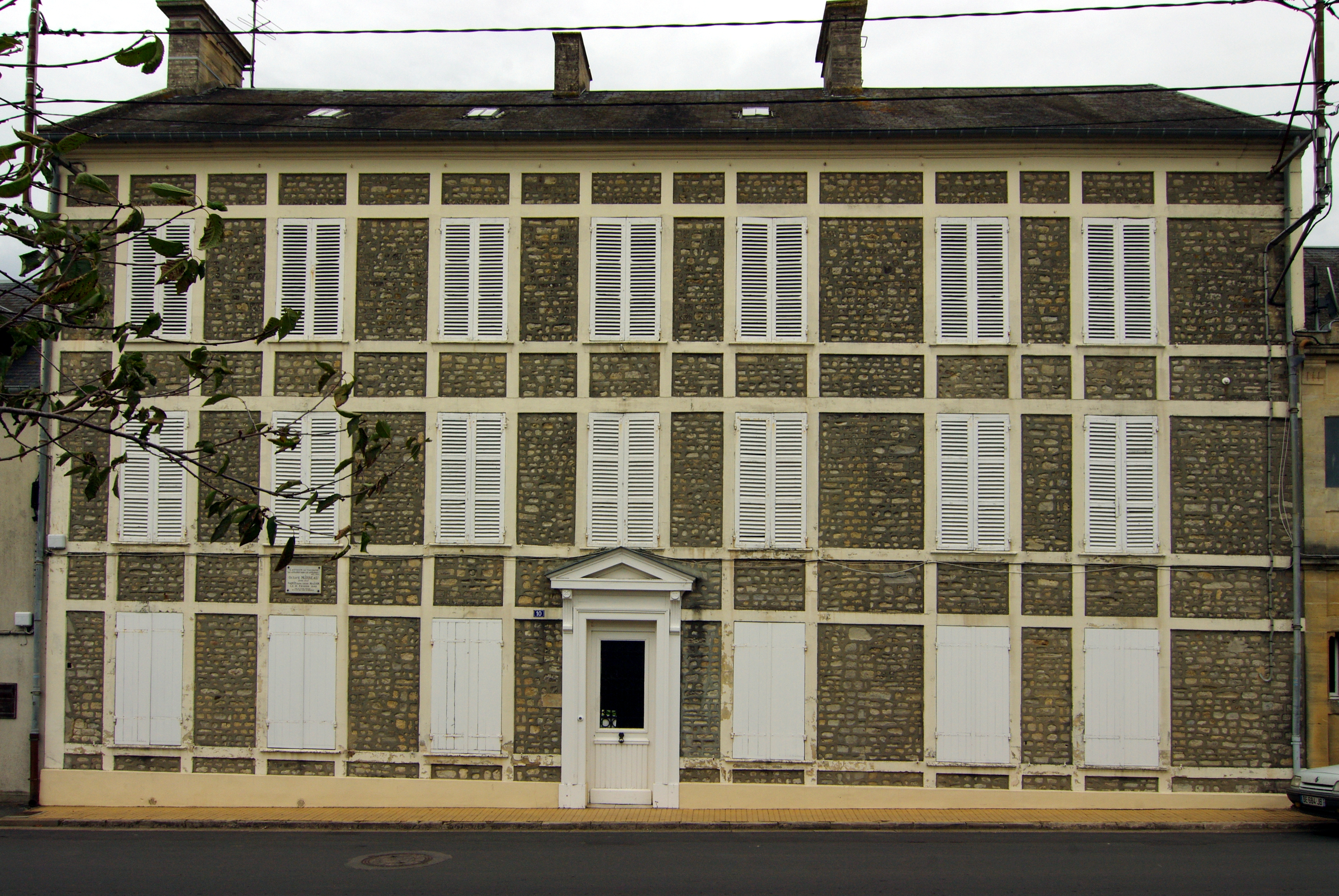
Geburtshaus von Octave Mirbeau

## Persönlichkeiten
- Octave Mirbeau (1848–1917), Schriftsteller